# 周炯槃
周炯槃（1921年1月5日—2011年12月6日），男，浙江上虞人，中国通信技术专家，中国工程院院士。

## 生平
1943年毕业于上海交通大学。1949年毕业于哈佛大学，获理学硕士学位。
1958年，创建了中国第一座实验电视台——北邮电教电视台。
1995年，当选中国工程院院士。